# Joonas Räsänen
Joonas Räsänen (25 ottobre 1989) è un ex sciatore alpino finlandese.

## Biografia
Slalomista puro attivo in gare FIS dal novembre del 2004, Räsänen ha esordito in Coppa del Mondo il 15 novembre 2009 a Levi e in Coppa Europa il 25 novembre successivo nella medesima località, in entrambi i casi senza completare la prova. Ha debuttato ai Campionati mondiali a Vail/Beaver Creek 2015, senza completare la prova; due anni dopo, nella rassegna iridata di Sankt Moritz 2017, si è classificato 31º. Ha preso per l'ultima volta il via in Coppa del Mondo il 29 gennaio 2019 a Schladming, senza completare la prova (non ha portato a termine nessuna delle 27 gare nel massimo circuito cui ha preso parte) e ai successivi Mondiali di Åre 2019 si è piazzato 9º nella gara a squadre e non ha completato lo slalom speciale, ultima gara della sua carriera; non ha preso parte a rassegne olimpiche.

## Palmarès

### Coppa Europa
- Miglior piazzamento in classifica generale: 67º nel 2016 e nel 2017

### Nor-Am Cup
- Miglior piazzamento in classifica generale: 22º nel 2015
- 2 podi:
  - 2 terzi posti

### Campionati finlandesi
- 5 medaglie:
  - 1 oro (slalom parallelo nel 2017)
  - 4 bronzi (slalom gigante nel 2010; slalom speciale nel 2016; slalom speciale nel 2017; slalom speciale nel 2018)